# Hedychium coccineum
Hedychium coccineum também conhecida como gengibre laranja e lírio-gengibre-laranja, é uma planta com intensa floração. Nativa da Ásia, 
cresce na borda de florestas, pastagens e montanhas.
A Hedychium coccineum prefere meia sombra, mas pode tolerar pleno sol.
As cor das flores podem variar de vermelho a laranja para quase amarelo. 
Esta planta cresce cerca de 1,5 metros de altura.

## Referência
Hedychium coccineum, red gingerlily, from the place of origin, China